# کونیگسی
کونیگسی (به آلمانی: Königssee) یک دریاچه در آلمان است که در شوناو ام کونیگزی واقع شده‌است.

## نگارخانه

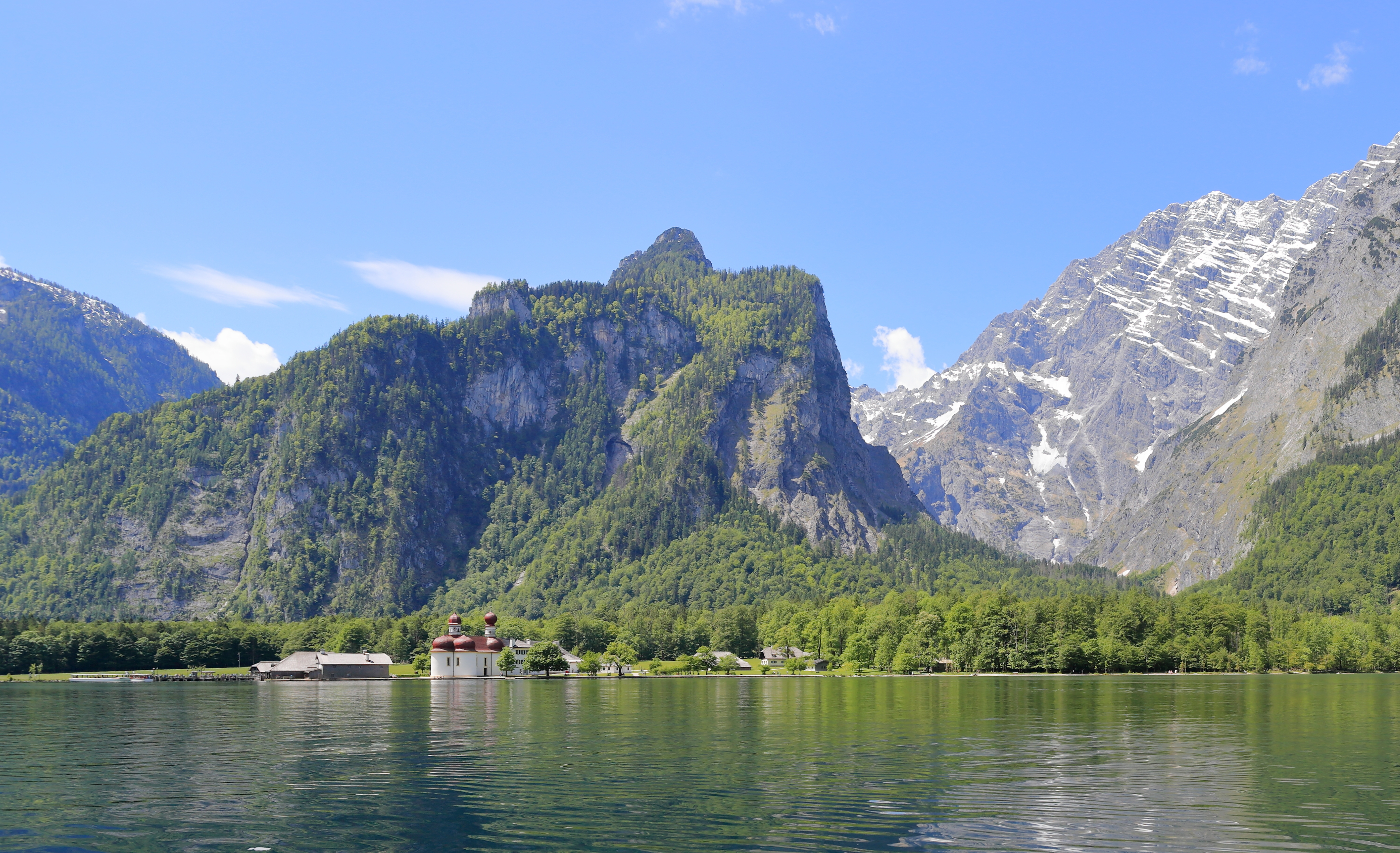
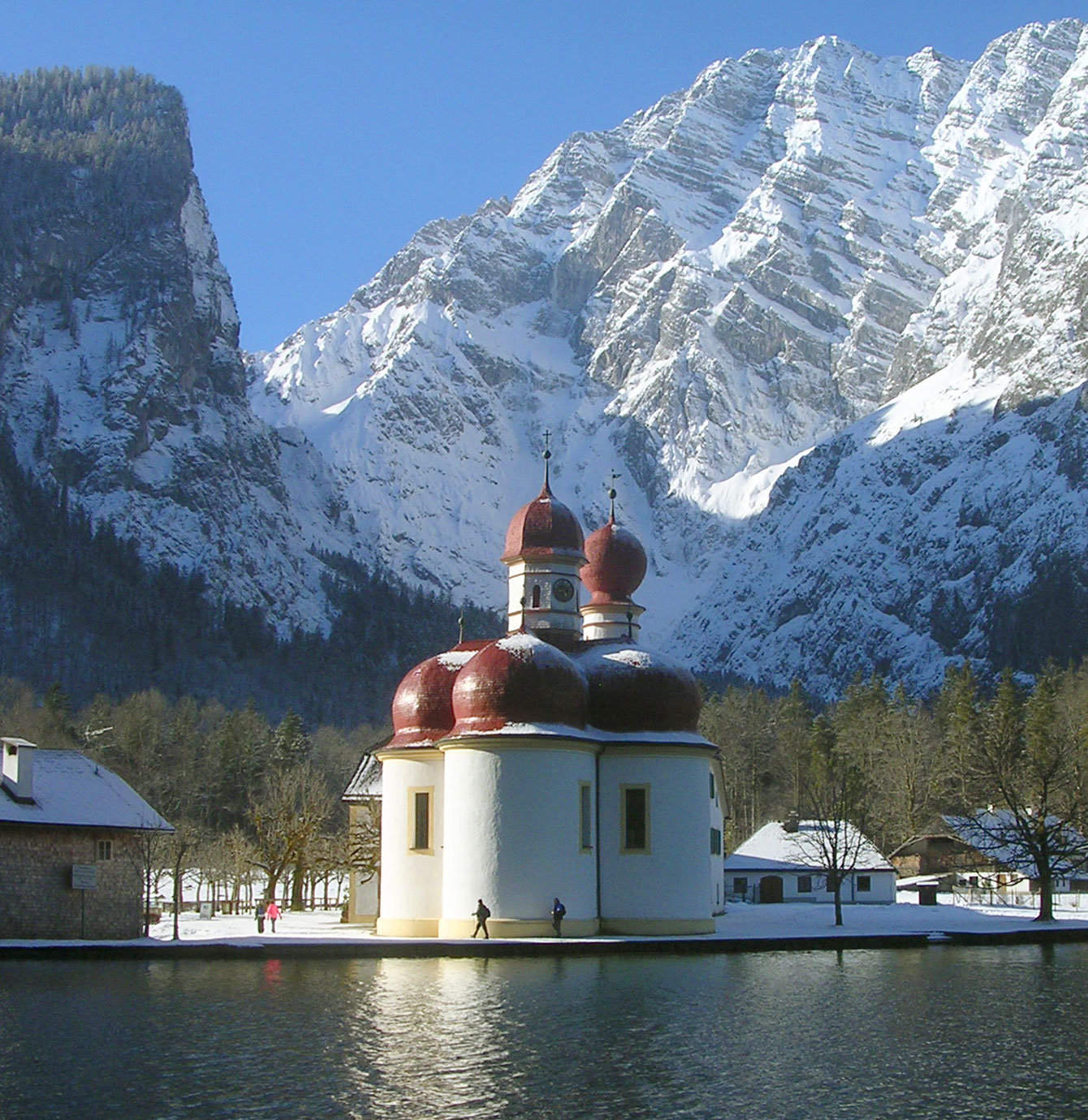
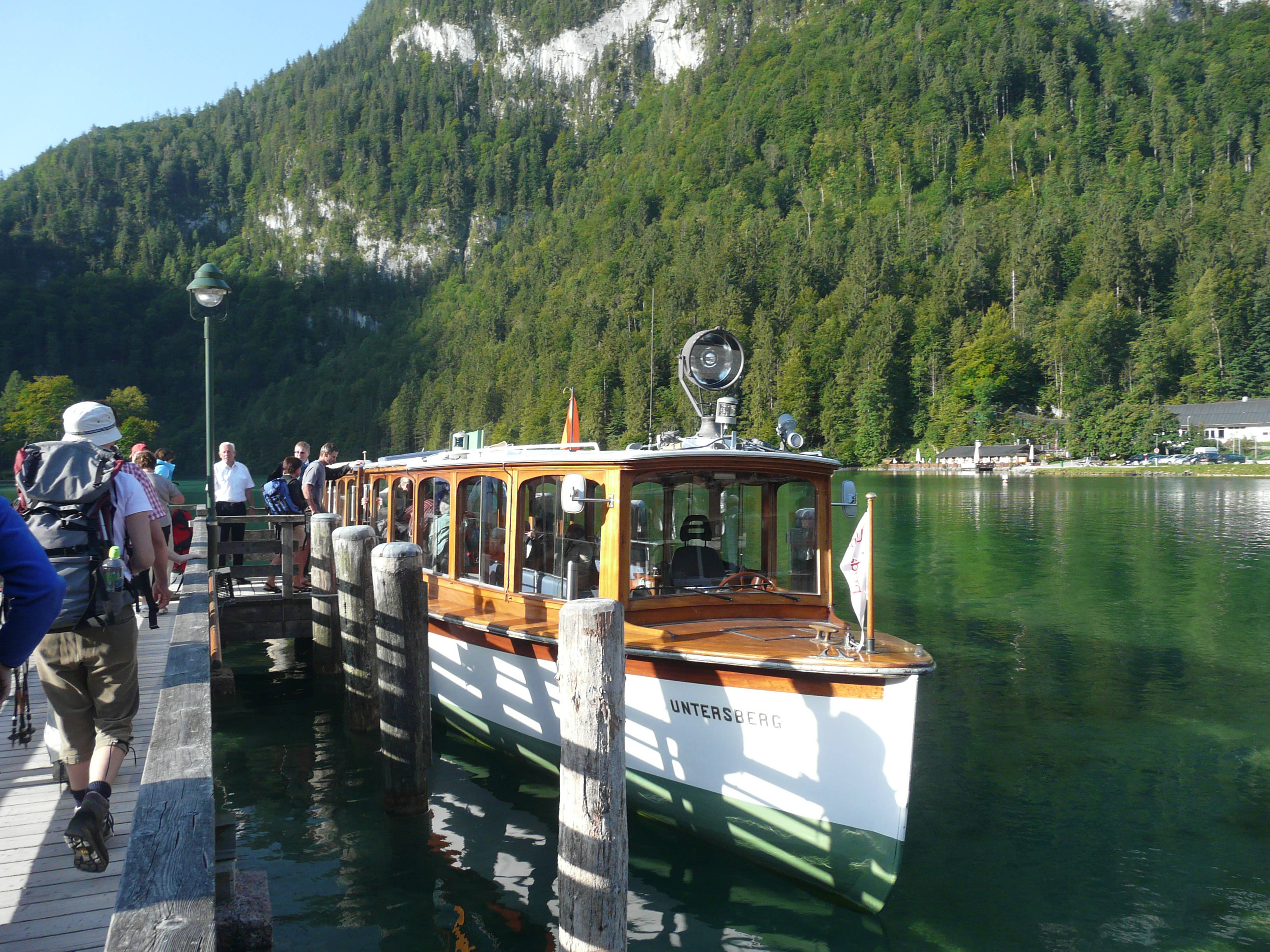
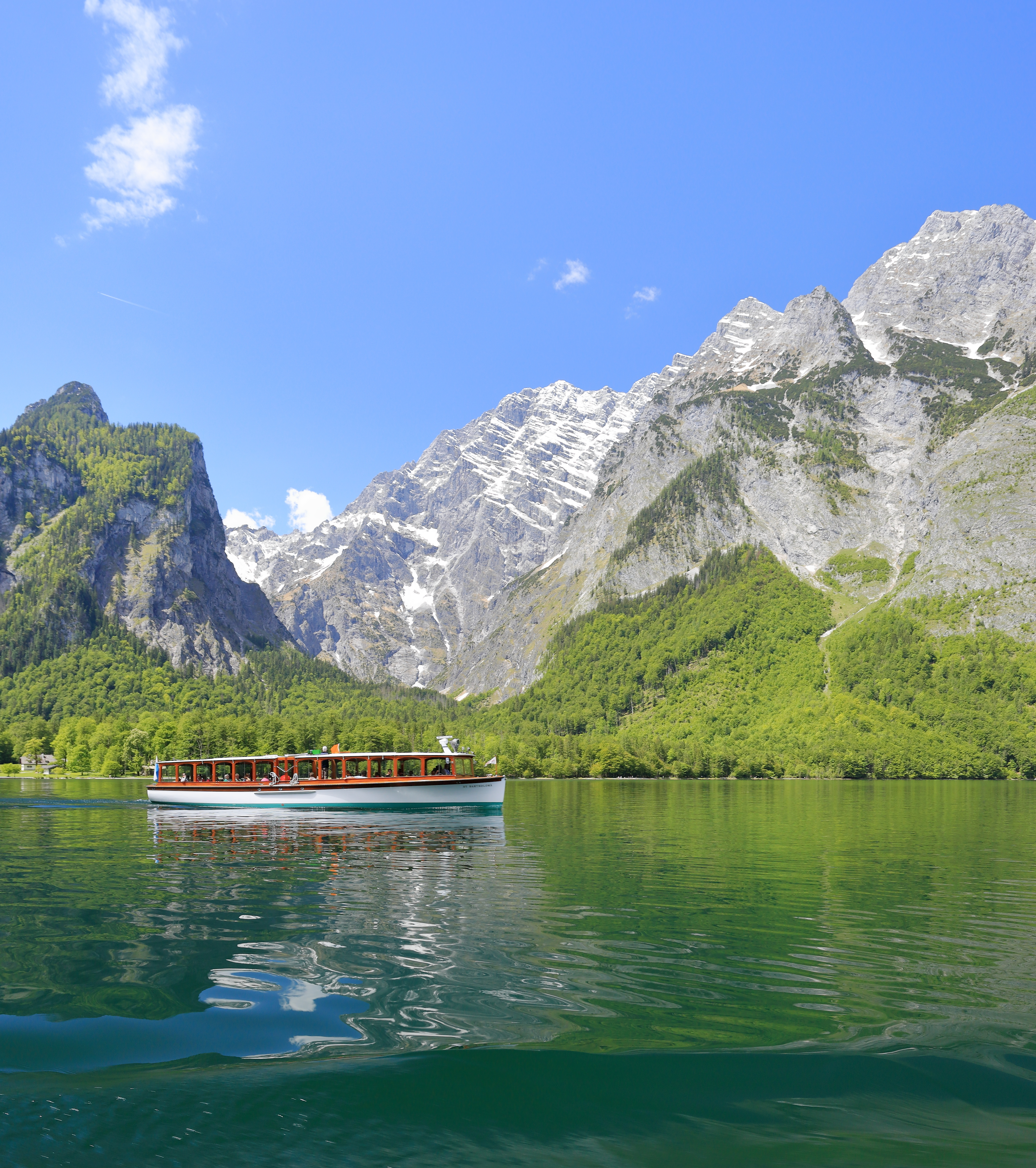
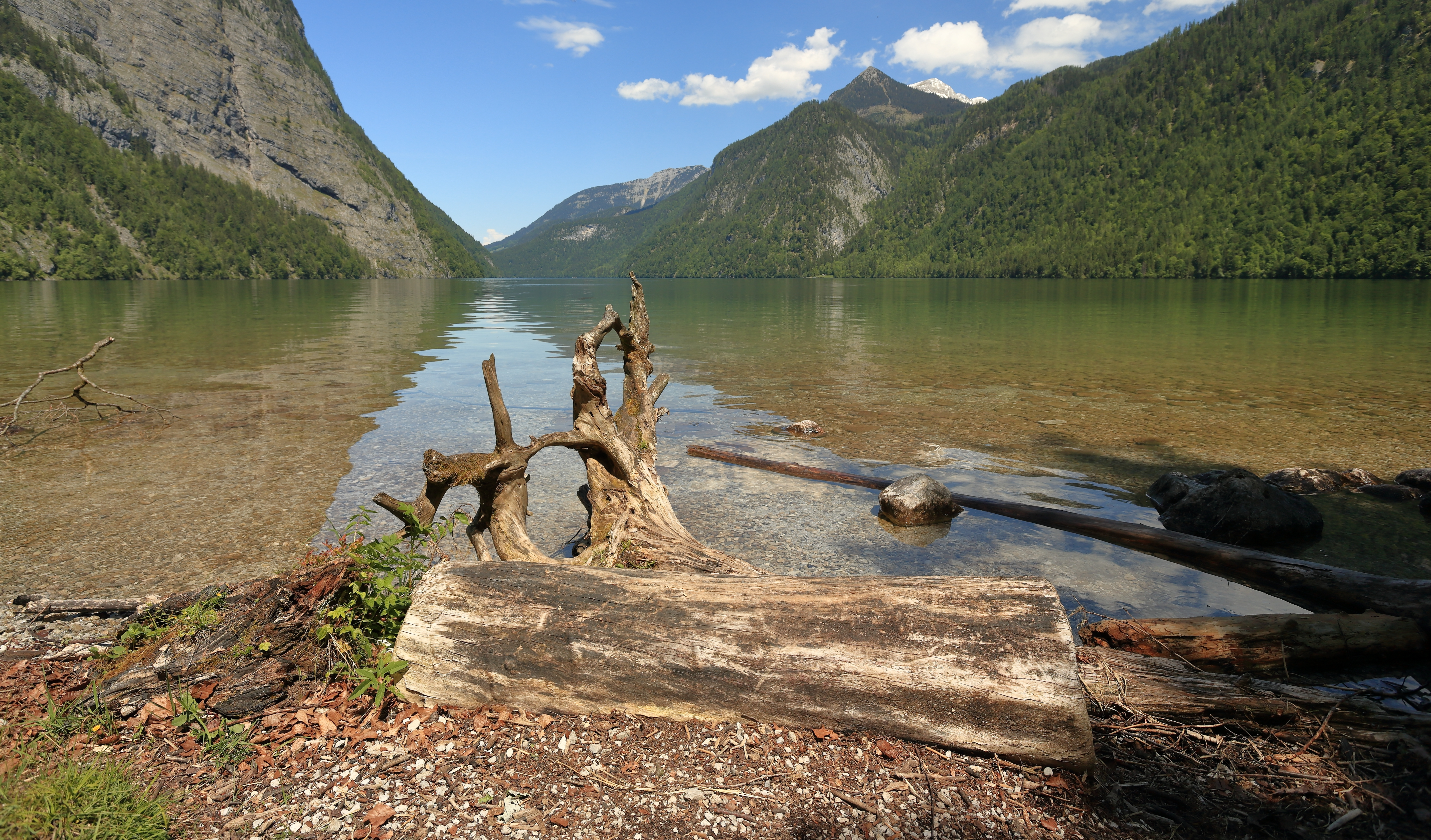
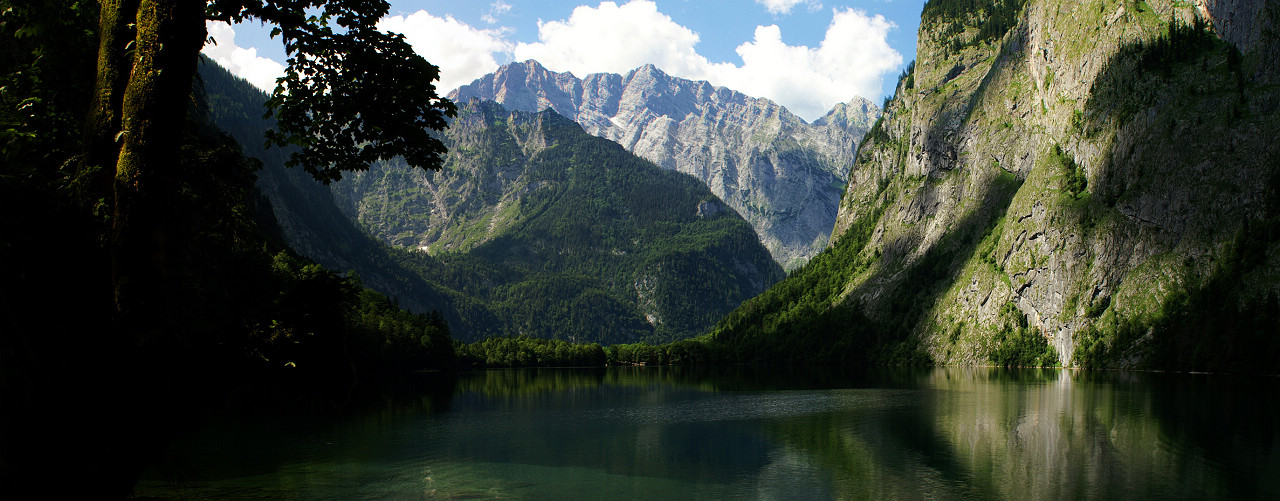